# 섹스팅

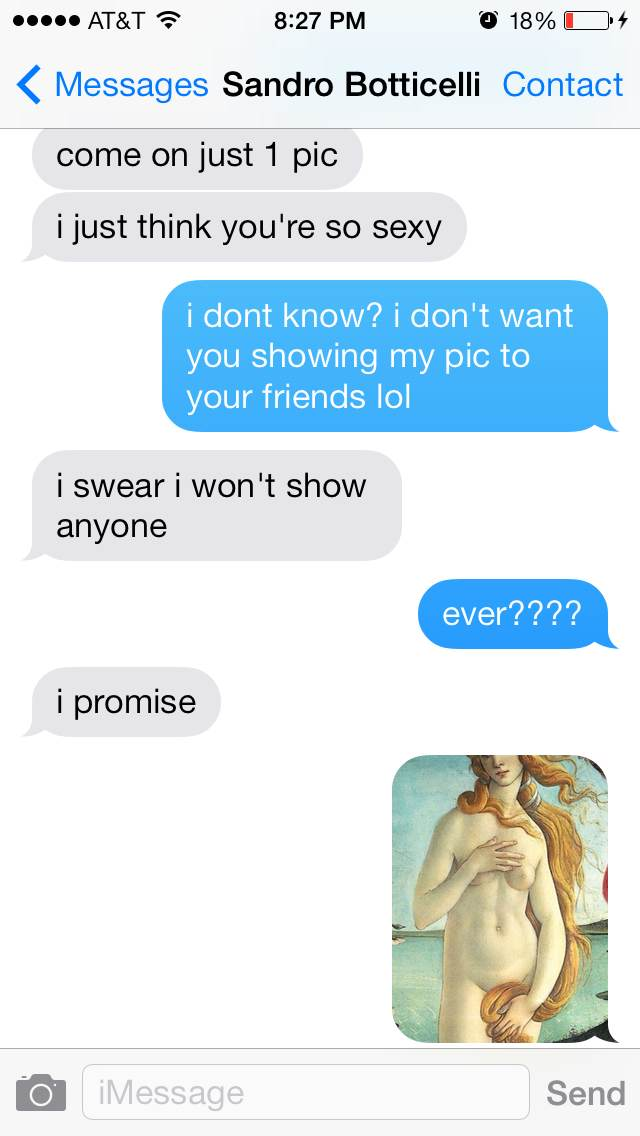

섹스팅은 섹스(sex)와 문자(texting)의 합성어로 스마트폰으로 누드 사진이나 야한 글귀와 그림을 보내는 행위를 뜻한다.

## 설명
섹스팅은 섹스(sex)와 문자(texting)의 합성어로 스마트폰으로 누드 사진 사진 등 음란물을 주고 받는 행위를 뜻한다. 미국 고교생들 사이서 스마트폰을 이용해 누드사진을 주고받는 섹스팅이 유행하고 있는 것으로 알려졌다.
한인들도 많이 거주하는 버지니아주 페어팩스카운티 경찰은, 지역내 고교생들을 조사한 결과 "주로 부모가 잠든 오후 11시부터 새벽 4시 사이에 90% 이상의 섹스팅이 이뤄졌다"고 말했다.
2012년 텍사스 의과대학이 발표한 조사보고서에 따르면 미국 청소년의 절반 이상이 나체사진이나 음란한 문자 등 섹스팅을 받은 바 있으며, 31% 이상은 자신의 나체사진을 전송하는 등 이에 적극적으로 응답한 것으로 나타났다.
전세계 대부분의 국가에서, 형법상 성교 동의 연령(Age of consent)은 보통 만14세-만18세 정도로서, 성년(Age of majority)인 만18세-만21세 보다 어리다. 따라서 14세의 청소년(중학교 1학년)은 원하는 상대방과 섹스를 하는 것이 자유로운데, 요즘은 스마트폰으로 자신의 나체 사진이나 동영상을 서로 주고받고서, 마음에 들면 만나서 섹스를 하는 섹스팅이 청소년들 사이에 유행이다. 이것이 아동 포르노에 해당되는 것이 아닌지 문제되나, 보통, 자신이 자신의 나체를 촬영해 섹스 파트너에게 전송하는 것은 아동 포르노 제작, 출판에 해당되지는 않는다고 해석한다.
섹스팅의 음란물 주고받기도 역시 형법으로 처벌해야 한다는 여론이 있기 때문에, 섹스팅으로 음란물을 주고 받은 증거가 일체 남지 않는 스냅챗이 매우 인기를 얻고 있다. 미국의 스마트폰 사용자 중 13-34세의 사용자에서 60% 이상이 스냅챗을 사용하고 있다.

## 같이 보기
- 전화외설증
- 안드로이드에 대한 Sexting - Fancy Snap